# Naturns
Naturns ([naˈtʊrns]; italienisch Naturno) ist eine italienische Marktgemeinde mit 6102 Einwohnern (Stand 31. Dezember 2023) im Vinschgau in Südtirol, circa 15 Kilometer von Meran entfernt.
Bekannt ist Naturns als Tourismusort, eine weitere wichtige Einnahmequelle ist die Landwirtschaft.

## Geographie

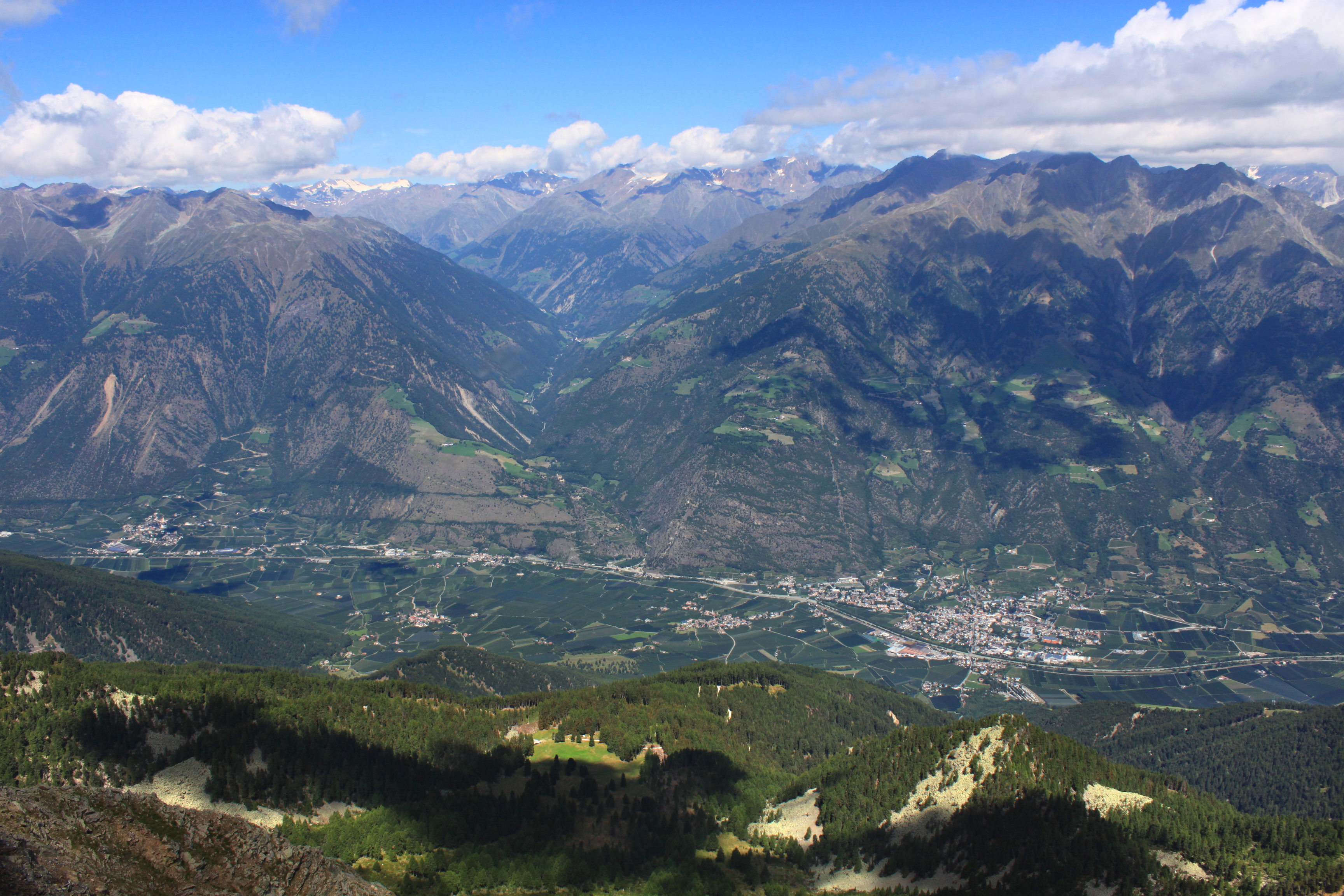
Blick auf den Vinschgau bei Naturns von Süden: rechts der Hauptort der Gemeinde, etwa in der Bildmitte der Eingang ins Schnalstal

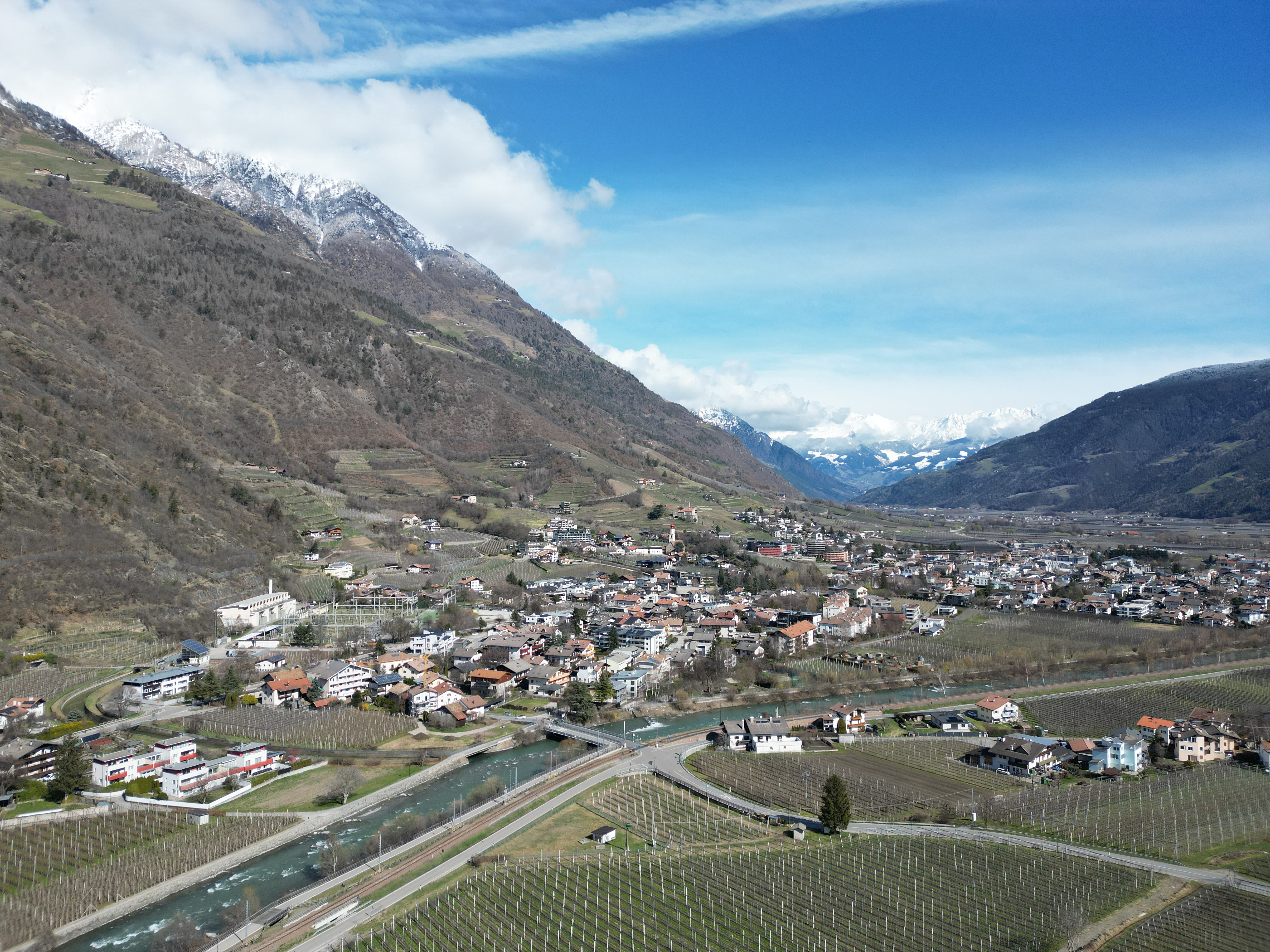
Luftansicht des Hauptorts

Naturns befindet sich im unteren Vinschgau. Aufgrund ihrer Nähe zu Meran ist die Gemeinde jedoch nicht der Bezirksgemeinschaft Vinschgau, sondern der Bezirksgemeinschaft Burggrafenamt zugeordnet. Die dörflichen Siedlungen der Gemeinde liegen im breiten Talboden des Etschtals. Der Hauptort Naturns (528 m) befindet sich auf der orographisch linken, nördlichen Talseite, Staben (550 m) liegt beiderseits der Etsch, Tschirland (578 m) und das etwas höher auf demselben Schwemmkegel positionierte Tabland (670 m) sind auf der orographisch rechten Talseite.
Nördlich vom Talboden nimmt die Gemeinde die Hänge des Sonnenbergs und einen Teil des Eingangsbereichs des Schnalstals ein. Darüber erheben sich Gipfel der zu den Ötztaler Alpen gerechneten Texelgruppe, die im Naturpark Texelgruppe unter Schutz gestellt sind und teils über 3000 m Höhe erreichen (etwa an der Kirchbachspitze und der Zielspitze). Gegenüber auf der anderen Talseite steigen die Hänge des Nördersbergs zum Zufrittkamm der Ortler-Alpen empor. Überragt wird hier das Gemeindegebiet, das auch den Bergrücken des Vigiljochs erreicht, von der Naturnser Hochwart (2608 m).

## Geschichte

### Urgeschichte
Die erste Anwesenheit des Menschen in Naturns bzw. auf dem Naturnser Gemeindegebiet lässt sich durch Silexabschläge aus der Periode des Mesolithikums nachweisen, die 1984 auf dem Jochübergang zwischen Naturns und Ulten entdeckt wurden.
Auch aus dem darauffolgenden Neolithikum wurden 1958 unter einem auffälligen Felsdach am Sonnenhang ob Kompatsch mehrere Silexabschläge und Silexgeräte entdeckt, die auf einen Jägerunterschlupf schließen lassen. Im Volksmund als „Neuräutl“ bekannt, wird von der Gemeinde Naturns eine Aufwertung der Fundstelle angestrebt, u. a. durch eine archäologische Untersuchung, die die These bestätigen soll, dass die gefundene Silici nicht aus dem Neolithikum, sondern aus dem Paläolithikum stammen.
Siedlungsbefunde aus jener Zeit liegen im Naturnser Gemeindegebiet nicht vor, jedoch lag am nahegelegenen Burghügel von Schloss Juval eine bedeutende neolithische Siedlung, von der jedoch nur mehr Silexfunde und eine große Anzahl von Keramiküberresten aus der Zeit der Vasi-a-bocca-quadrata-Kultur zeugen.

### Frühgeschichte
Durch vom ehemaligen Landesdenkmalpfleger Lorenzo Dal Rì geleitete Ausgrabungen konnte auch eine durchgehende Besiedlung des Naturnser Gemeindegebietes in der Bronzezeit erwiesen werden. Bei Grabungen nahe dem Eingang zum Schnalstal kamen hierbei Siedlungsbefunde und Keramik aus der Bronzezeit zum Vorschein. Erwähnenswert ist in diesem Zusammenhang die verhältnismäßig hohe Fundfrequenz der Bronzezeit auf dem nahen Juvaler Burghügel bzw. Tarsch.

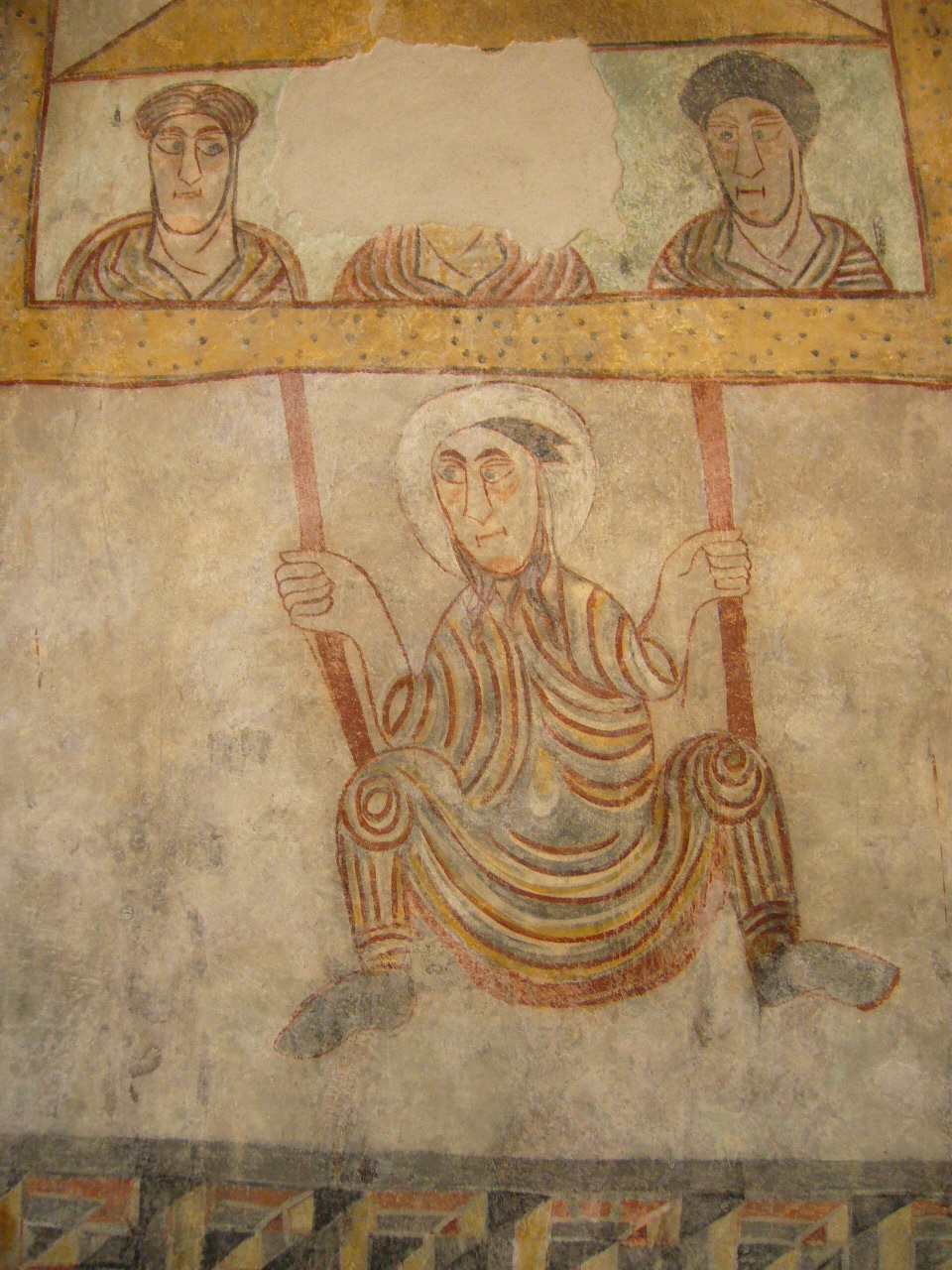
Teilansicht der Fresken aus dem 7. Jahrhundert in der Prokulus-Kirche

Über dem westlichen Dorfausgang erkennt man am Sonnenberg deutlich zwei Geländestufen, die „obere“ und die „untere“ Wallburg. Durch den Nachweis von Trockenmauern, die im Zuge des Elektrizitätswerk-Baus zerstört wurden, kann eine wohl eisenzeitliche Nutzung der strategisch gut gelegenen Geländestufen vermutet werden. Interessant ist vor allem der Zusammenhang mit einer Richtung Inneres Schnalstal gelegenen Felskuppe (lokal „Bürgele“, „Kleine Burg“, genannt), auf der ebenfalls Mauerreste nachgewiesen wurden und die eine einwandfreie Sicht sowohl ins Schnalstal als auch auf die Wallburg in Naturns bietet. Ob es einen Verbindungsweg zwischen dem Schnalstal und der Wallburg gab, ist nicht erwiesen, jedoch konnte ein Altweg, der die Naturnser Talebene mit der unteren Wallburg praktisch ohne Kurve und in gleich bleibender Steigung verband, nachgewiesen werden.

### Antike
Im Zuge des Alpenfeldzuges des Drusus 15. v. Chr. unter der Herrschaft Kaiser Augustus’ wurde die örtliche Bevölkerung der Venostes – diese Bezeichnung taucht auf dem römischen Siegesdenkmal in La Turbie auf – dem römischen Reich einverleibt. Durch den Fund eines römischen Meilensteins in der Nachbargemeinde Rabland, kann man sehr sicher davon ausgehen, dass die berühmte römische Via Claudia Augusta auch an Naturns vorbeiführte (trotz immer noch nicht abgeschlossenen Forschungen bezüglich des genauen Verlaufes). Konkrete Befunde aus der Römerzeit fehlen in Naturns, jedoch konnte unter dem Fundament der Kirche St. Prokulus bei Ausgrabungen 1985/86 der Grundriss eines spätantiken Gebäudes nachgewiesen werden. Eine genaue Rekonstruktion der Struktur ist trotz Brandflecken einer Herdstelle, Pfostenlöchern und einiger verziegelter Stellen nicht möglich. Verbrannte Kleintierknochen, Lavezgefäße, Spinnwirtel und das Bruchstück eines bronzenen Körbchenohrringes lassen eine Datierung der Struktur um 600 n. Chr. zu. In die abgebrannte Ruine dieses Hauses wurden Bestattungen eingebracht, die stratigraphisch einwandfrei nachweisbar aber vor dem Bau der St.-Prokulus-Kirche geschahen. Mit dem Bau der Kirche zwischen 630 und 650 (erste Phase) wurden diese Bestattungen durch den Bau der Westmauer gestört, bzw. andere Bestattungen an jener Stelle wurden wohl entfernt.

### Mittelalter
Im Hochmittelalter erscheint die Siedlung auf den ersten Schriftzeugnissen. Naturns wurde in einer Urkunde aus dem Jahr 1158 als „Nocturnis“ erstmals schriftlich erwähnt. 1182 ist „Naturnes“ verschriftlicht.

### Neuzeit
Naturns gehörte bis zum Ende des Ersten Weltkriegs zum Gerichtsbezirk Meran und war Teil des Bezirks Meran. 1928 wurde die Gemeinde Naturns um die bis dato eigenständigen Staben und Tabland vergrößert.

## Ortsname
Herkunft und Ausgangswort des Ortsnamens lassen sich mit dem Erstbeleg „Nocturnis“ nicht eindeutig rekonstruieren. Es kann lateinisch nocturnus „nächtlich“ (im Sinne von „nächtlicher Weideplatz des Viehs“) zugrunde liegen. Andere sehen den zweiten Beleg „Naturnes“ als den ursprünglichen an und stellen den Ortsnamen zu Natters, das auf einen indogermanischen Wortstamm *natra- in der Bedeutung „Feuchtgebiet“ zurückgehen könnte. Dafür spricht auch die Ähnlichkeit mit altgriechisch νοτερός noterόs „nass“.

## Politik
Bürgermeister seit 1952:
- Franz Christanell: 1952–1960
- Wilhelm Lesina: 1960–1965
- Peter Gritsch: 1965–1969
- Artur Lesina Debiasi: 1969–1977
- Walter Weiss: 1977–2005
- Andreas Heidegger: 2005–2020
- Zeno Christanell: seit 2020

## Bevölkerung
Naturns ist gemäß den erhobenen Sprachgruppenzugehörigkeitserklärungen bzw. Sprachgruppenzuordnungserklärungen eine weitgehend deutschsprachige Gemeinde. Als Berechnungsgrundlage der folgenden Prozentwerte wurden die gültigen Erklärungen von Personen mit italienischer Staatsbürgerschaft herangezogen.
| Sprache     | 1981    | 1991    | 2001    | 2011    | 2024    |
| ----------- | ------- | ------- | ------- | ------- | ------- |
| Deutsch     | 97,32 % | 97,03 % | 97,07 % | 96,83 % | 95,78 % |
| Italienisch | 2,66 %  | 2,88 %  | 2,89 %  | 3,04 %  | 4,06 %  |
| Ladinisch   | 0,03 %  | 0,09 %  | 0,04 %  | 0,14 %  | 0,17 %  |

## Verkehr
Für den Kraftverkehr ist die Gemeinde in erster Linie durch die Vinschger Staatsstraße erschlossen. Diese wurde im Gemeindegebiet mit zwei im Jahr 2003 eröffneten Umfahrungstunnels für den Hauptort Naturns und Staben weitgehend neu trassiert. Zugang zur Vinschgaubahn bieten die Bahnhöfe Naturns und Staben. Zudem durchquert die Radroute 2 „Vinschgau–Bozen“ das Gemeindegebiet.

## Bildung
In der Gemeinde Naturns gibt es Bildungseinrichtungen für die deutsche Sprachgruppe. Zu diesen zählen drei Grundschulen (im Hauptort Naturns, in Staben und Tabland) sowie eine Mittelschule im Hauptort.

## Kultur und Sehenswürdigkeiten

### Bauwerke

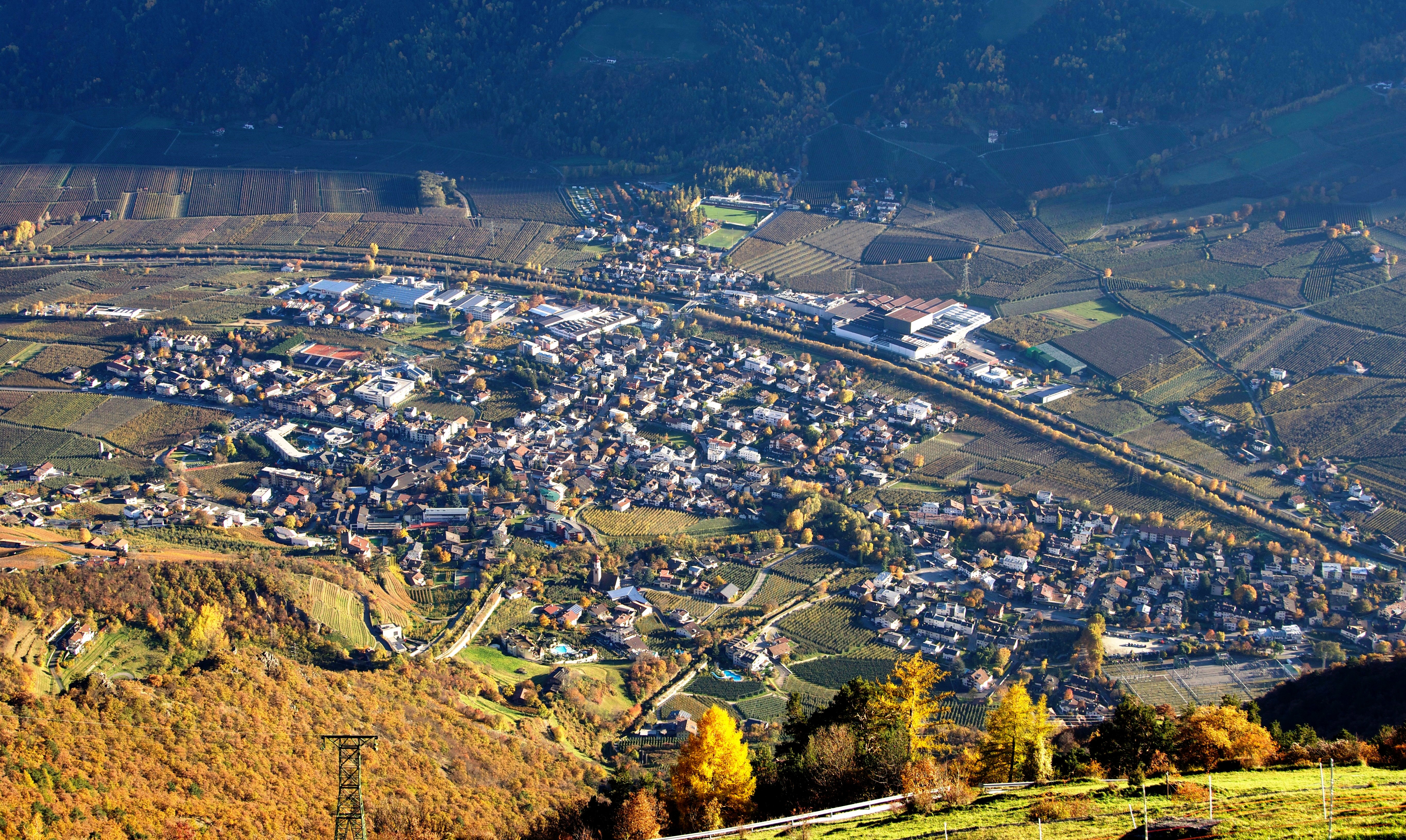
Naturns (Nov. 2015)

- St.-Prokulus-Kirche: Bedeutende frühmittelalterliche Fresken, gemäß der Datierung von ca. 720–770 sind es die ältesten im deutschsprachigen Kulturraum. Neben der Kirche das St.-Prokulus-Museum (siehe Weblinks).
- Schloss Juval: Wohnsitz von Reinhold Messner, enthält u. a. seine Tibetika-Sammlung
- Naturpark Texelgruppe
- Jugend- und Erlebnisbahnhof
- Erlebnisbad Naturns

### Seilbahn

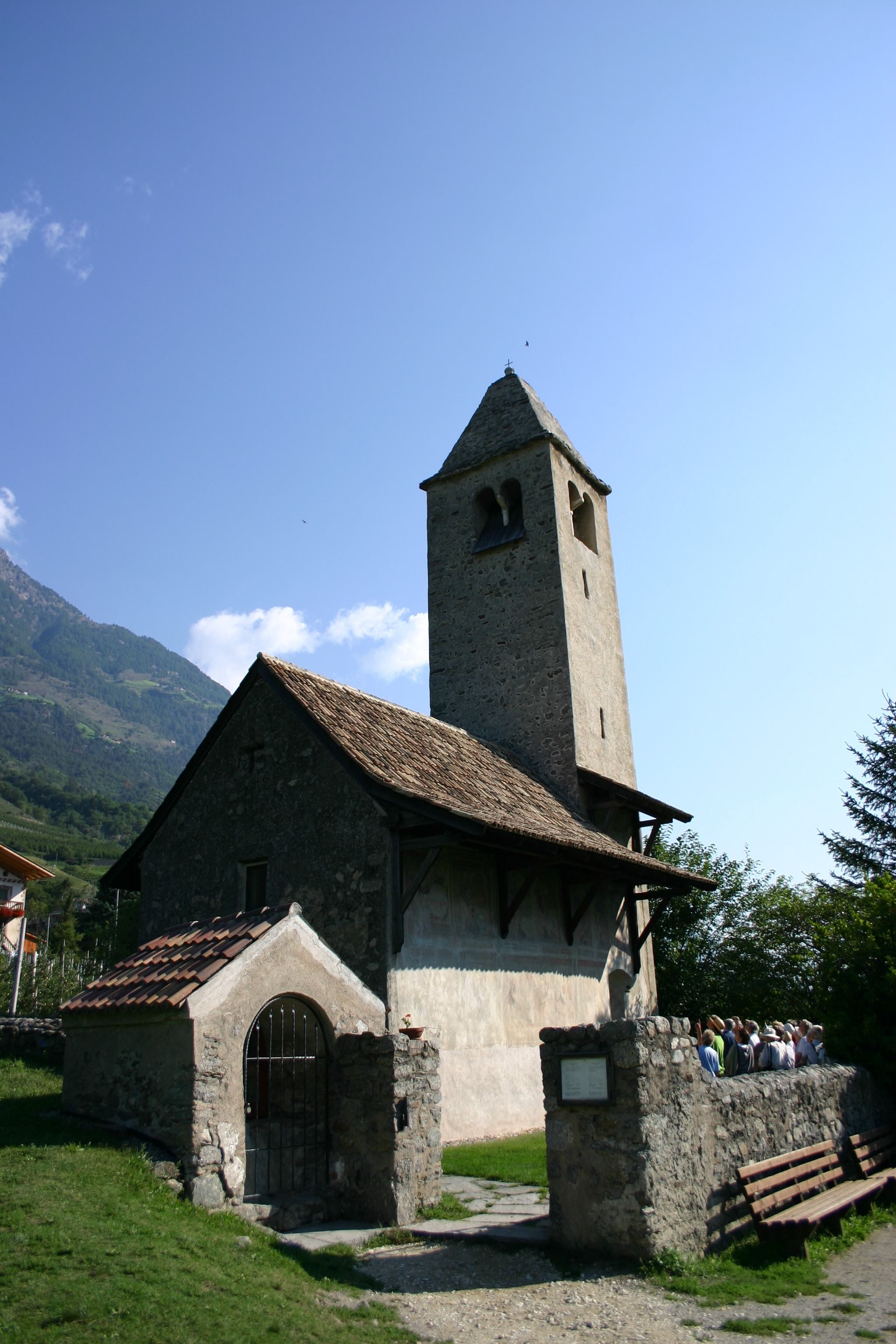
St. Prokulus

Die Seilbahn Sonnenberg fährt von Naturns nach Unterstell.

### Kraftwerk
In Naturns befindet sich auch eines der architektonisch interessantesten Beispiele zeitgenössischer Industriearchitektur, das Wasserkraftwerk Naturns, entworfen von den Architekten Dalla Bona & Zamolo (Bozen) und W. Gutweniger (Meran), in Betrieb genommen 1963. Erbauer bzw. Konstrukteur war Ing. Leo Perwanger.
Das Triebwasser kommt aus dem Vernagt-Stausee auf 1689,5 m Meereshöhe. Das Einzugsgebiet umfasst 150 Quadratkilometer. Von dort gelangt es über einen 15 km langen Druckstollen, in den vier Bäche eingeleitet werden, sowie eine zwei Kilometer lange Druckrohrleitung zum Krafthaus. Die Druckrohrleitung verläuft weithin sichtbar am Hang des Naturnser Sonnberges und weist einen Durchmesser von rund 2 m auf. Das Kraftwerk ist als Bau mit vorgespannten Stahlbetonschalen ausgeführt, spiegelt die karge Landschaft der dahinterliegenden Felsformationen wider und verfügt über drei Doppelpeltonturbinen der Firmen Voith und Riva. Zusammen leisten diese maximal 180 MW, bei der enormen Fallhöhe von über 1150 Metern. Es ist das leistungsstärkste Wasserkraftwerk in Südtirol und zählt zu den Kraftwerken mit der weltweit größten Fallhöhe.

### Veranstaltungen

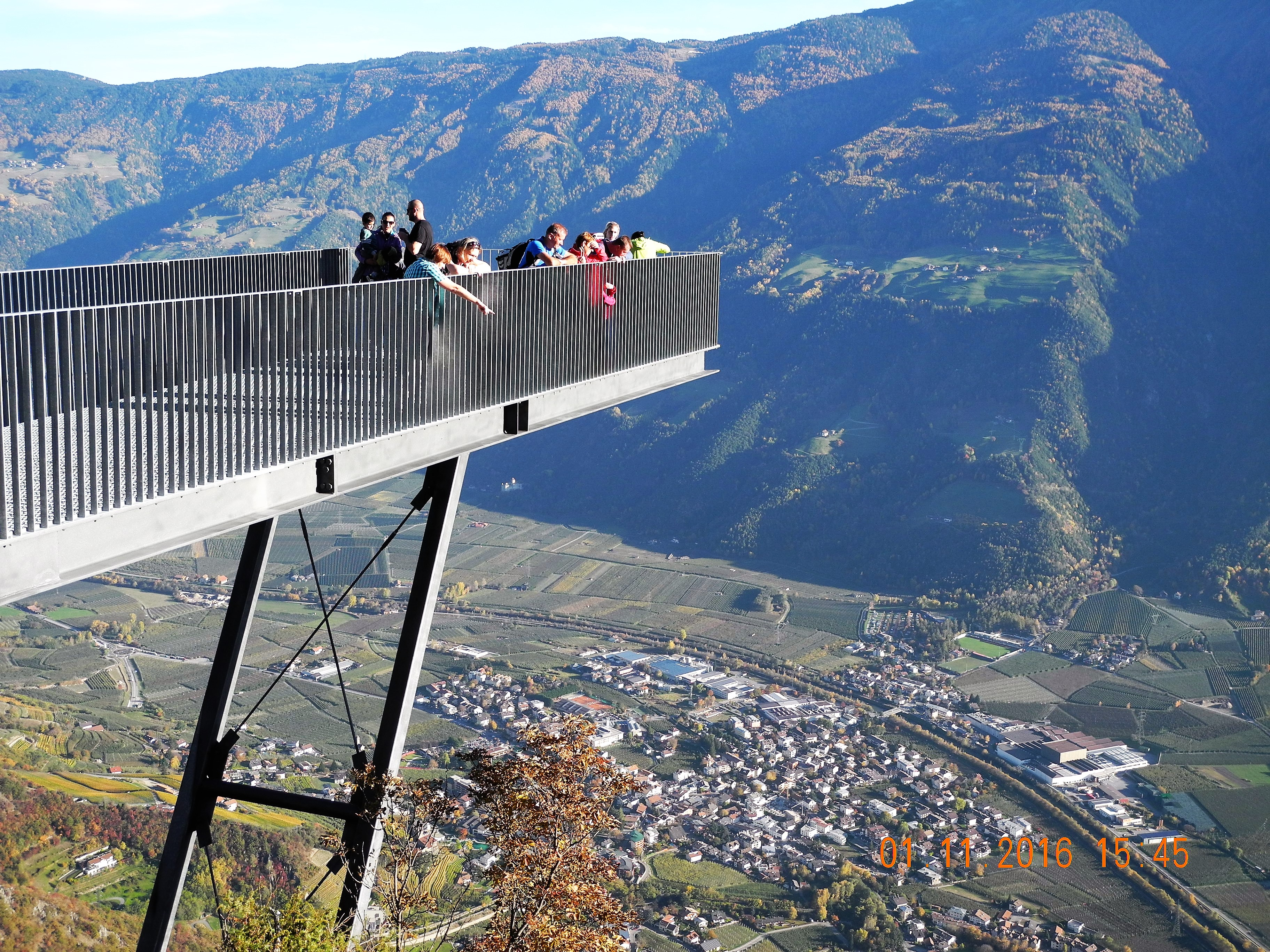
Naturns mit der Aussichtsplattform Unterstell

- Bike Transalp Challenge (Mountainbike Rennen quer durch die Alpen)
- Ötzi-Alpin-Marathon (Triathlon in MTB, Laufen, Skitour)
- Keramikmarkt Naturns (mit internationaler Beteiligung im 2-Jahresrhythmus am ersten Juniwochenende)
- Die Nacht der Lichter (alljährliche Sternenküche im Juli)
- Naturns Lacht! (Internationaler Humorsommer)
- Rieslingtage (Gourmetherbst in Naturns)
- Sonnenberger Bauernkuchl (Gourmetherbst in Naturns)
- Törggelen am Dorfbrunnen (traditionelles Genuss-Erlebnis, mittwochs im Oktober)

## Persönlichkeiten

### Söhne und Töchter der Gemeinde
- Simon Ybertracher (1694–1772), Barockmaler